# Andrychów
Andrychów [an'drɨxuf]ⓘ (deutsch historisch Andrichau bzw. Heinrichau) ist eine Stadt im Süden Polens in der Woiwodschaft Kleinpolen. Sie ist Sitz der gleichnamigen Stadt-und-Land-Gemeinde mit etwas mehr als 43.800 Einwohnern. Größter Arbeitgeber ist seit mehr als fünfzig Jahren der Nutzfahrzeughersteller Zasław.

## Geschichte
Die erste Siedlung auf dem Gebiet des heutigen Andrychów entstand vermutlich im 13. Jahrhundert. Die erste urkundliche Erwähnung stammt von 1345, als die hier entstandene „ecclesia [Kirche] Henrichov“ verpflichtet wurde, den Peterspfennig an den Papst zu zahlen. Später wurde der Ort als Heinricho, Heynrichow, Henricouicz, Gindrzichow, Jandrzychow, Gendrzychow, Andrzichow sowie Andrzychowicze erwähnt. Der Name ist possessiv (-ów) und ist abgeleitet von vermeintlichen Erstbesitzer Heinrich, wie die erste Erwähnungen andeuten, obwohl der heutige Name zum polnischen Name Andrzej änderte.
Der erste bekannte Besitzer war Cedro im Jahr 1395, dann sein Sohn und später Jeszko und Henryk Pałkowie, ab 1440 Mikołaj Szaszowski, der auch den benachbarten Wieprz im Besitz hatte. Im 15. Jahrhundert gehörte das Dorf der Familie Schilling aus Krakau (früher aus Weißenburg im Elsass), unter denen die Bewohner zum Calvinismus konvertierten. Zu jener Zeit waren Ackerbau und Viehzucht Haupterwerbsquelle der Einwohner. Durch den Einfall der Schweden wurden der Ort und die Festung 1655 nahezu vollständig zerstört. 1717 siedelten sich verstärkt Weber aus Flandern, Sachsen und Schlesien an. Dies wurde durch Franz Schwarzenberg-Czerny gefördert, der die Güter um und in Andrychów besaß. Der Aufschwung der Stadt führte zu dem heutigen Wappen, in dem ein „S“ für „Schwarzenberg“ verewigt ist.
1767 erhielt Andrychów durch König Stanisław das Stadtrecht verliehen. Bei der Ersten Teilung Polens kam Andrychów 1772 zu Österreich, wo es bis 1918 als Teil von Galizien verblieb. Ab 1782 gehörte Andrychów zum Myslenicer Kreis (1819 mit dem Sitz in Wadowice). 1780 bis 1781 wurde die erste Strecke einer neuen Chaussee von Wien nach Lemberg (später die erste Kaiser-Chaussee bzw. Reichsstraße, auch Wiener Postroute oder Wiener Haupt Comercial Strasse, heute ein Teil der Droga krajowa 52) durch Andrychów bis Bochnia eröffnet. Bis 1788 folgte der Bau einer befestigten Abkürzung nach Wien von Andrychów über den Kocierska-Pass (718 m) in den Kleinen Beskiden. Die Zahl der Einwohner stieg von 598 in 1780 auf 2496 in 1799 und 2663 in 1807, aber sank auf 1135 in 1816. Im Jahr 1824 machten die Juden 7,4 % der Stadtbewohner aus. Nach der Aufhebung der Patrimonialherrschaften entstadt der Gerichtsbezirk Andrychów, später Teil des Bezirkes Wadowice. 1886 wurde das Dorf und die Stadt als einzige Gemeinde vereinigt. 1888 wurde eine Bahnlinie eröffnet. 1908 wurde die größte Textilfabrik in Andrychów der jüdischen Brüder Czeczowiczka eröffnet, die in den Jahren 1923–1924 über 3000 Angestellte hatte.

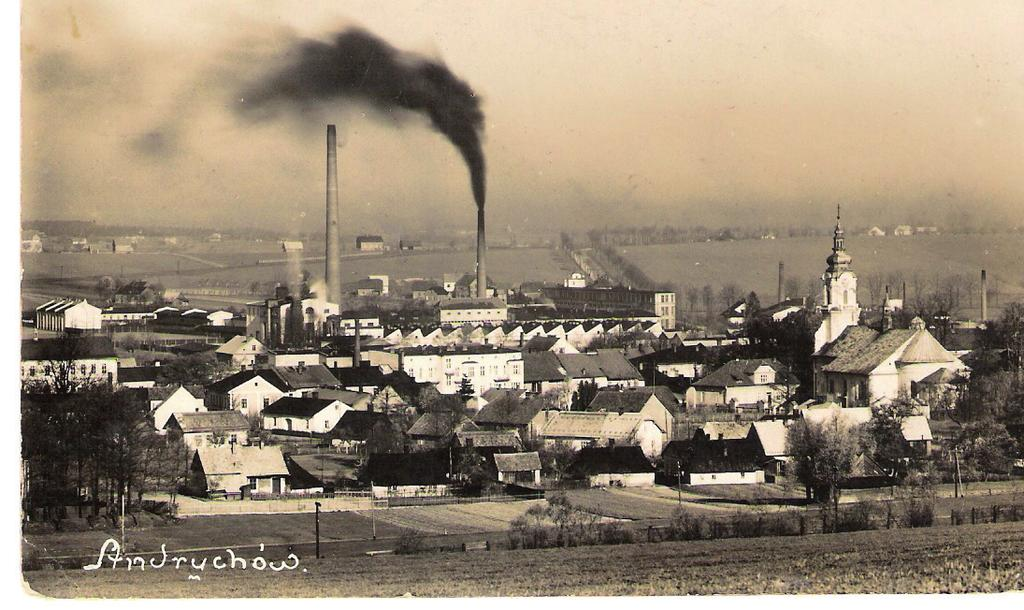
Blick auf Andrychów in der Zwischenkriegszeit

Zwischen den beiden Weltkriegen baute der Ort verstärkt auf Touristik. 1935 entstand das damals moderne Schwimmbad.
Unter NS-Herrschaft 1939 bis 1945 wurde es in Andrichau umbenannt und völkerrechtswidrig in den deutschen Landkreis Bielitz eingegliedert.

## Tourismus

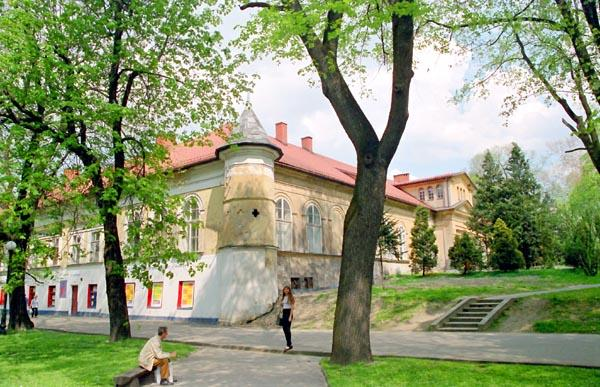
Schloss Andrychów

Andrychów lebt zum großen Teil vom Tourismus. Ein Naturschutzgebiet (Rezerwat przyrody Madohora) und die Kleinen Beskiden geben eine reizvolle Umgebung.
Beliebt ist es bei Mountainbikern, denen neben wilden Wegen auch eine spezielle fünf Kilometer lange Piste zur Verfügung steht. Ansonsten sorgen weitere 400 km Radwege in der Umgebung für ausreichend Platz.

## Söhne und Töchter der Stadt
- Manuel Schnitzer (1861–1941), Schriftsteller und Journalist
- Markus Friediger (1875–wahrscheinlich 1943), österreichisch-ungarischer, später deutscher und zuletzt staatenloser Unternehmer und Hotelier
- Arthur Felix (1887–1956), Bakteriologe
- Julius Gutmann (1889–1960), Opernsänger und Gesangslehrer
- Stanisław Ryłko (* 1945), Kurienkardinal und Präsident des Päpstlichen Laienrates
- Andrzej Górak (* 1951), Verfahrenstechniker und Lehrstuhlinhaber an der Technischen Universität Dortmund.

## Gemeinde Andrychów
Die Stadt- und Landgemeinde besteht aus der Stadt und sieben Dörfern.

### Partnerstädte und -gemeinden
- Isny im Allgäu, Baden-Württemberg, seit 1998
- Břeclav in Südmähren, Tschechien, seit 2005
- Landgraaf in der Provinz Limburg der Niederlande, seit 2008
- Priverno in Latium, Italien, seit 2008